# Bioterrorismus
Bioterrorismus ist eine Form des Terrorismus, bei der biologische Waffen absichtlich freigesetzt oder verbreitet werden. Zum Waffenarsenal gehören Bakterien, Viren, Insekten, Pilze und/oder ihre Toxine. Ähnlich wie in der biologischen Kriegsführung kann es sich um natürlich vorkommende oder vom Menschen modifizierte Stoffe handeln. Darüber hinaus ist das moderne Agribusiness (Agrarindustrie) anfällig für Angriffe von Terroristen auf landwirtschaftliche Ziele und solche Angriffe können sowohl die Wirtschaft als auch den Optimismus und das Vertrauen der Verbraucher ernsthaft schädigen. Die letztgenannte zerstörerische Aktivität wird als Agroterrorismus bezeichnet.

## Definition
"Bioterrorismus ist die absichtliche Freisetzung von Viren, Bakterien, Toxinen oder anderen schädlichen Stoffen, um Krankheiten oder den Tod von Menschen, Tieren oder Pflanzen zu verursachen. Interpol
Bioterroristisch einsetzbare Stoffe sind in der Regel in der Natur auffindbar, können aber mutiert oder verändert werden, um ihre Fähigkeit zur Krankheitsübertragung und zur Verbreitung in der Umgebung zu verbessern oder sie gegen gängige Medikamente resistent zu machen. Sie können über die Luft, das Wasser oder über Lebensmittel verbreitet werden. Für Terroristen sind sie attraktiv, weil sie extrem schwer nachzuweisen sind und erst nach mehreren Stunden bis Tagen Krankheiten auslösen. Einige Bioterroristische Kampfstoffe, wie das Pockenvirus, können von Mensch zu Mensch übertragen werden, andere nicht, wie etwa Anthrax (Milzbrand). Bioterrorismus ist möglicherweise deshalb so beliebt, weil die Stoffe relativ leicht und kostengünstig zu beschaffen sind, sich leicht verbreiten lassen und über den eigentlichen physischen Schaden hinaus weit verbreitete Angst und Panik auslösen können. Militärische Führer haben dagegen gelernt, dass Bioterrorismus als militärisches Mittel einige wichtige Grenzen hat; es ist schwierig, eine Biowaffe so einzusetzen, dass sie nur den Feind und nicht die eigenen Streitkräfte trifft. Eine biologische Waffe ist heute für Terroristen vor allem nützlich, um eine Massenpanik auszulösen und einen Staat oder ein Land in Aufruhr zu versetzen. Technologen wie Bill Joy haben jedoch vor der potenziellen Macht gewarnt, die Gentechnik in die Hände künftiger Bioterroristen legen könnte.
Diskutiert wird auch der Einsatz von Erregern, die dem Menschen nicht schaden, aber die Wirtschaft stören: Ein solcher Erreger ist das Virus der Maul- und Klauenseuche (MKS), das in der Lage ist, weitreichende wirtschaftliche Schäden zu verursachen und die Öffentlichkeit zu beunruhigen (wie bei den MKS-Ausbrüchen im Vereinigten Königreich in den Jahren 2001 und 2007 zu beobachten war), während es kaum in der Lage ist, Menschen zu infizieren.

## Geschichte
Zu Beginn des Ersten Weltkriegs wurden Versuche zum Einsatz von Anthrax auf Tierpopulationen gerichtet. Dies erwies sich im Allgemeinen als unwirksam.
Kurz nach Beginn des Ersten Weltkriegs begann Deutschland eine biologische Sabotagekampagne in den Vereinigten Staaten, Russland, Rumänien und Frankreich. Der Saboteur Anton Dilger lebte zu dieser Zeit in Deutschland, wurde aber 1915 mit Kulturen von Rotz, einer für Pferde und Maultiere ansteckenden Krankheit, in die Vereinigten Staaten geschickt. Dilger richtete in seinem Haus in Chevy Chase, Maryland, ein Labor ein. Er benutzte Hafenarbeiter, die an den Docks in Baltimore arbeiteten, um Pferde mit Rotz zu infizieren, während sie auf ihre Verschiffung nach Großbritannien warteten. Er wurde verdächtigt, ein deutscher Agent zu sein, wurde aber nie verhaftet. Dilger floh schließlich nach Madrid, Spanien, wo er während der Spanischen Grippe von 1918 starb. 1916 verhafteten die Russen einen deutschen Agenten mit ähnlichen Absichten. Deutschland und seine Verbündeten infizierten französische Kavalleriepferde sowie viele russische Maultiere und Pferde an der Ostfront. Diese Aktionen behinderten Artillerie- und Truppenbewegungen sowie Nachschubkonvois. 1972 verhaftete die Polizei in Chicago zwei Studenten, Allen Schwander und Stephen Pera, die eine Vergiftung der städtischen Wasserversorgung mit Typhus und anderen Bakterien geplant hatten. Schwander hatte eine terroristische Gruppe, "R.I.S.E.", gegründet, während Pera Kulturen aus dem Krankenhaus sammelte und züchtete, in dem er arbeitete. Die beiden Männer flohen nach Kuba, nachdem sie auf Kaution freigelassen worden waren. Schwander starb 1974 eines natürlichen Todes, während Pera 1975 in die USA zurückkehrte und auf Bewährung entlassen wurde.
Im Jahr 1980 verkündete die Weltgesundheitsorganisation (WHO) die Ausrottung der Pocken, einer hoch ansteckenden und unheilbaren Krankheit. Obwohl die Krankheit im öffentlichen Raum ausgerottet wurde, behalten die Regierungen der Vereinigten Staaten und Russlands noch immer tiefgekühlte Bestände des Pockenvirus. Es werden katastrophale Folgen befürchtet, sollten abtrünnige Regierungsmitarbeiter oder Terroristen in den Besitz der Pockenstämme gelangen. Da die Impfprogramme inzwischen eingestellt wurden, ist die Weltbevölkerung anfälliger für Pocken als je zuvor.
In Oregon versuchten 1984 Anhänger von Bhagwan Shree Rajneesh, eine Kommunalwahl durch Lähmung der Bevölkerung zu beeinflussen. In der Stadt The Dalles, Oregon, infizierten sie Salatbars in 11 Restaurants, Produkte in Lebensmittelläden, Türklinken und andere öffentliche Bereiche mit Salmonella-Typhimurium-Bakterien. Bei dem Angriff erkrankten 751 Menschen an schweren Lebensmittelvergiftungen. Es gab keine Todesopfer. Dieser Vorfall war der erste bekannte bioterroristische Anschlag in den Vereinigten Staaten im 20. Jahrhundert und der größte bioterroristische Einzelanschlag auf amerikanischem Boden.
Im Juni 1993 setzte die religiöse Gruppe Aum Shinrikyo in Tokio Anthrax frei. Augenzeugen berichteten von einem üblen Geruch. Der Anschlag war ein Fehlschlag, da keine einzige Person infiziert wurde. Der Grund war die Tatsache, dass die Gruppe den Impfstamm des Bakteriums verwendet hatte. Die Sporen, die am Anschlagsort gefunden wurden, waren identisch mit einem Anthrax-Impfstamm, der damals Tieren verabreicht wurde. Diesen Impfstämmen fehlen die Gene, die eine symptomatische Reaktion hervorrufen.
Im September und Oktober 2001 brach in den Vereinigten Staaten mehrfach Anthrax aus, offenbar absichtlich herbeigeführt. Mit infektiösem Anthrax verseuchte Briefe wurden gleichzeitig an Büros von Nachrichtenmedien und an den US-Kongress verschickt. Ein Fall in Chile steht in unklarem Zusammenhang. Die Briefe töteten fünf Menschen.

## Beispiele
Zu größeren, flächendeckenden Anschlägen mit Hilfe von biologischen Waffen kam es bisher noch nicht, im Gegensatz beispielsweise zu Terroranschlägen mit chemischen Waffen.

### Bhagwan-Shree-Rajneesh-Anschlag
Im September 1984 verübte in den USA eine Gruppe um Ma Anand Sheela, damalige Führerin der Kommune von Bhagwan Shree Rajneesh (Osho) einen Salmonellen-Anschlag, bei welchem in zehn Restaurants der Stadt The Dalles Salatbars verseucht wurden und sich 751 Einwohner vergifteten. Es gab keine Todesopfer, jedoch mussten 47 Personen stationär versorgt werden. Dies war der erste Bioterror-Anschlag des 20. Jahrhunderts. Danach gab es 1993 in Dallas (USA) einen weiteren Bioanschlag, wobei 3 Menschen ihr Leben verloren. Außerdem wurden 107 Menschen verletzt. Dies war bis jetzt der letzte bekannte Bioanschlag.

### Anthrax-Anschläge 2001

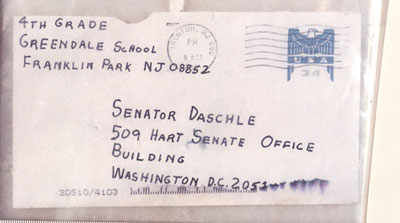
Anthrax-verseuchter Brief an Senator Daschle

International aufsehenerregend waren die Anthrax-Anschläge im Jahre 2001 auf Politiker in den USA. Bei den Anschlägen kamen mehrere Postangestellte ums Leben, nachdem sie mit den kontaminierten Briefen in Kontakt kamen.

## Szenarien
Es gibt mehrere denkbare Szenarien, wie Terroristen biologische Kampfstoffe einsetzen könnten. Im Jahr 2000 haben Tests verschiedener US-Behörden gezeigt, dass Anschläge in geschlossenen Räumen in stark belebten Umgebungen viel gefährlicher sind als Anschläge im Freien. Solche geschlossenen Räume sind große Gebäude, Züge, Hallen, Theater, Einkaufszentren, Tunnel und ähnliches. Gegen solche Szenarien gibt es Gegenmaßnahmen in Form bestimmter Gebäudearchitektur und Belüftungstechnik. 1993 gelangten in Milwaukee, Wisconsin, Abwässer in einen Fluss, die anschließend in das Wassersystem gelangten und 400 000 Menschen infizierten. Der Erreger der Krankheit war Cryptosporidium parvum. Diese menschlich verursachte Katastrophe kann als Vorlage für ein terroristisches Szenario dienen. Dennoch werden terroristische Szenarien am Ende der Wasserversorgungsketten für wahrscheinlicher gehalten als an den Wasserquellen vor der Wasseraufbereitung. Die Freisetzung von Biowaffen ist damit wahrscheinlicher in einem einzelnen Gebäude oder einem Stadtviertel. Zu den Gegenmaßnahmen gegen dieses Szenario gehört die weitere Einschränkung des Zugangs zu den Wasserversorgungssystemen, Tunneln und der Infrastruktur. Auch landwirtschaftliche Agrarflugzeuge könnten als Transportmittel für biologische Kampfstoffe missbraucht werden. Gegenmaßnahmen gegen dieses Szenario sind Überprüfungen der Mitarbeiter von Sprühflugunternehmen, sowie Überwachungsverfahren.
Beim häufigsten Bluff-Szenario werden keine biologischen Agenzien verwendet, sondern z. B. ein Umschlag mit Pulver, auf dem steht: „Sie haben sich gerade mit Anthrax infiziert“. Erwiesenermaßen haben solche Scheinanschläge eine große psychologische Wirkung auf die Bevölkerung.
Es wird davon ausgegangen, dass Angriffe auf die Landwirtschaft relativ wenig Fachwissen und Technologie erfordern. Biologische Kampfstoffe, die Vieh, Fische, Pflanzen und Feldfrüchte angreifen, sind für Menschen meist nicht ansteckend und daher für die Angreifer leichter zu handhaben. Selbst einige wenige Infektionsfälle können die landwirtschaftliche Produktion und die Exporte eines Landes für Monate unterbrechen, wie die MKS-Ausbrüche zeigen.

## Bekämpfung
Es gibt im deutschen Strafgesetzbuch keine gesonderte Vorschrift gegen Bioterrorismus. Dieser Sachverhalt fällt unter § 314 Strafgesetzbuch (Gemeingefährliche Vergiftung). In Deutschland ist das Bundesamt für Bevölkerungsschutz und Katastrophenhilfe sowie das Institut für Mikrobiologie der Bundeswehr für den Medizinischen B Schutz zuständig. Innerhalb der Europäischen Union existiert das Health Security Committee mit dem Mandat, den Informationsaustausch zwischen den Mitgliedsländern zu koordinieren. Die NATO stellt zudem eine Combined Joint Chemical, Biological, Radiological and Nuclear Defence Task Force zur Terrorabwehr zur Verfügung. Diese ist auch befugt, bei Industrieunfällen einzuschreiten und dem Bündnispartner zu helfen. Sie untersteht dem Supreme Allied Commander Europe. In den USA beschäftigt sich das Ames Research Center der NASA sowie das United States Army Medical Research Institute of Infectious Diseases in Kooperation mit dem Federal Bureau of Investigation (FBI) und das Ministerium für Innere Sicherheit der Vereinigten Staaten mit dem Heimatschutz und der biologischen Gefahrenabwehr.

## Vorausplanung und Überwachung
Die Ausfuhrkontrollen für potenzielle Biowaffen werden nicht einheitlich angewandt, was Terroristen einen Beschaffungsweg eröffnet. Laboratorien arbeiten an fortschrittlichen Erkennungssystemen, um Frühwarnungen zu geben, kontaminierte Gebiete und gefährdete Bevölkerungsgruppen zu identifizieren und eine sofortige Behandlung zu ermöglichen. In Großstädten werden Methoden zur Vorhersage von Einsätzen biologischer Kampfstoffe entwickelt. Auch Systeme zur Gefahrenbewertung bioterroristischer Anschläge im Gebiet werden etabliert. Darüber hinaus arbeitet man mit forensischen Technologien an der Identifizierung biologischer Kampfstoffe, ihrer geografischen Herkunft und/oder ihrer ursprünglichen Quelle. Zu den Bemühungen gehört auch die Etablierung von Technologien zur Dekontaminierung für die Wiederherstellung von Einrichtungen, ohne zusätzliche Umweltprobleme zu verursachen.
Die frühzeitige Erkennung und schnelle Reaktion auf Bioterrorismus hängt von einer engen Zusammenarbeit zwischen den Gesundheitsbehörden und den Strafverfolgungsbehörden ab. Nationale Detektionsmittel und Impfstoffvorräte sind nutzlos, wenn lokale und staatliche Beamte keinen Zugang zu ihnen haben.
Neue Ansätze in der Biotechnologie, wie z. B. die synthetische Biologie, könnten in Zukunft dazu genutzt werden, neue Arten von biologischen Kampfstoffen zu entwickeln. Besondere Aufmerksamkeit muss künftigen (bedenklichen) Experimenten gewidmet werden, die:
1. demonstrieren könnten, wie ein Impfstoff unwirksam gemacht werden kann;
2. die Resistenzen gegen therapeutisch nützliche Antibiotika oder antivirale Mittel verleihen könnten;
3. die Virulenz eines Erregers erhöhen oder einen unbedenklichen Stoff virulent machen könnten;
4. die Übertragbarkeit eines Erregers erhöhen könnten;
5. die Anzahl potenzieller Wirte eines Erregers verändern könnten;
6. die Umgehung von Diagnose-/Nachweisinstrumenten ermöglichen könnten;
7. den Einsatz eines biologischen Stoffs oder Toxins als Waffe ermöglichen könnte

Die meisten Bedenken hinsichtlich der Biosicherheit in der synthetischen Biologie konzentrieren sich jedoch auf die Rolle der DNA-Synthese und das Risiko, dass genetisches Material tödlicher Viren (z. B. Spanische Grippe, Polio) im Labor produziert wird. Das CRISPR/Cas-System hat sich als vielversprechende Technik für die Genom-Editierung erwiesen. Die Washington Post bezeichnete es als „die wichtigste Innovation im Bereich der synthetischen Biologie seit fast 30 Jahren.“ Während andere Methoden Monate oder Jahre für die Bearbeitung von Gensequenzen benötigen, verkürzt CRISPR diese Zeitspanne auf Wochen. Aufgrund seiner einfachen Anwendung und Zugänglichkeit hat es jedoch eine Reihe ethischer Bedenken aufgeworfen, insbesondere im Hinblick auf seine Verwendung im Bereich des Biohacking.

## Mangel an internationalen Standards für Experimente im Bereich öffentliche Gesundheit
Tom Inglesy ist Geschäftsführer und Direktor des Zentrums für Gesundheitssicherheit an der Johns Hopkins Bloomberg School of Public Health und international anerkannter Experte für Bereitschaft im Bereich der öffentlichen Gesundheit sowie für Pandemien und aufkommende Infektionskrankheiten. Er sagte 2017, das Fehlen eines international standardisierten Genehmigungsverfahrens, das Ländern bei der Durchführung von Experimenten im Bereich der öffentlichen Gesundheit zur Wiederbelebung einer bereits ausgerotteten Krankheit als Richtschnur dienen könnte, erhöhe das Risiko, dass die Krankheit für bioterroristische Zwecke eingesetzt wird. Dies bezog sich auf die Laborsynthese von Pferdepocken im Jahr 2017 durch Forscher an der Universität von Alberta. Die Forscher stellten die Pferdepocken, einen ausgestorbenen Cousin des Pockenvirus, wieder her, um neue Wege zur Krebsbehandlung zu erforschen.

## Vorfälle
| Datum     | Vorfall                                                | Organismus                                                                    | Details |
| --------- | ------------------------------------------------------ | ----------------------------------------------------------------------------- | --- |
| 1964-1966 | Dr. Mitsuru Suzuki, Arzt mit Ausbildung, Japan         | Shigella dysenteriae und Salmonella typhi                                     | Zielsetzung: Rache aufgrund einer tiefen Abneigung gegen das System, das er wegen der Bevorzugung Dienstälterer als ungerecht empfand Ausbreitung: Biskuitkuchen, andere Lebensmittel. Offizielle Ermittlungen wurden nach einem anonymen Hinweis an das Ministerium für Gesundheit und Wohlfahrt eingeleitet. Er wurde angeklagt, aber nicht verurteilt; später wurde er für 200 bis 400 Erkrankungen und 4 Todesfälle verantwortlich gemacht.          |
| 1987-1990 | David J. Acer, Zahnarzt aus Florida                    | HIV                                                                           | Infizierte 6 Patienten, nachdem er mit HIV diagnostiziert wurde |
| 1960er    | Aum Shinrikyo Attacken in Tokyo, Japan                 | Bacillus anthracis, Clostridium botulinum, Coxiella burnetii, Vibrio cholerae | Aum Shinrikyo experimentierte mit Botulinumtoxin, Q-Fieber, Cholera und Anthrax. Er versuchte auch, Ebola aus Afrika zu beschaffen. Zwischen 1990 und 1995 wurden mehrere Versuche unternommen, die jedoch keine Todesopfer forderten, da die Stämme nicht virulent waren, oder Probleme mit der Lieferung auftraten. Bei chemischen Angriffen mit Sarin kamen etwa 20 Menschen ums Leben. Shoko Asahara wurde wegen krimineller Aktivitäten verurteilt. |
| 1996      | Diane Thompson, Labortechnikerin aus Dallas, Texas     | Shigella dysenteriae Typ 2                                                    | Entnahm Shigella dysenteriae Typ 2 aus der Sammlung des Krankenhauses und steckte Mitarbeiter mit kontaminiertem Gebäck im Pausenraum des Büros an. Sie steckte 12 ihrer Mitarbeiter an, wurde verhaftet, verurteilt und zu 20 Jahren Gefängnis verurteilt. |
| 1998      | Richard J. Schmidt, Internist aus Louisiana            | HIV                                                                           | Verurteilt wegen versuchten Mordes, weil er die Krankenschwester Janice Allen mit HIV infiziert hatte, indem er ihr das Blut eines AIDS-Patienten injizierte. |
| 1999      | Brian T. Stewart, Aderlasshelfer                       | HIV                                                                           | Verurteilt zu lebenslanger Haft, weil er sein 11 Monate altes Baby absichtlich mit HIV-infiziertem Blut ansteckte, um Unterhaltszahlungen zu vermeiden. |
| 2003      | Thomas C. Butler, Professor in den Vereinigten Staaten | Yersinia pestis                                                               | 30 Phiolen mit Y. pestis aus dem Labor verschwunden (nie wiedergefunden); Butler saß 19 Monate im Gefängnis. |